# Conringia
Conringia é um género botânico pertencente à família Brassicaceae. Também conhecidas como Mostardas Orelha de Coelho.

## Espécies
- Conringia austriaca
- Conringia orientalis
- Conringia perfoliata
- Conringia persica
- Conringia planisiliqua